# 퀙토
퀙토(quecto, 기호: q)는 SI 단위계에서 10-30 또는 0.000000000000000000000000000001를 나타내는 접두어이다. 2022년 국제 도량형 총회에서 채택되었다. 공식적으로 사용되는 SI 접두어 중에서 가장 작은 값을 가지고 있다. 